# Дур (Верхние Пиренеи)
Дур (фр. Dours, окс. Dors) — коммуна во Франции, находится в регионе Юг — Пиренеи. Департамент — Верхние Пиренеи. Входит в состав кантона Пуйастрюк. Округ коммуны — Тарб.
Код INSEE коммуны — 65156.

## География

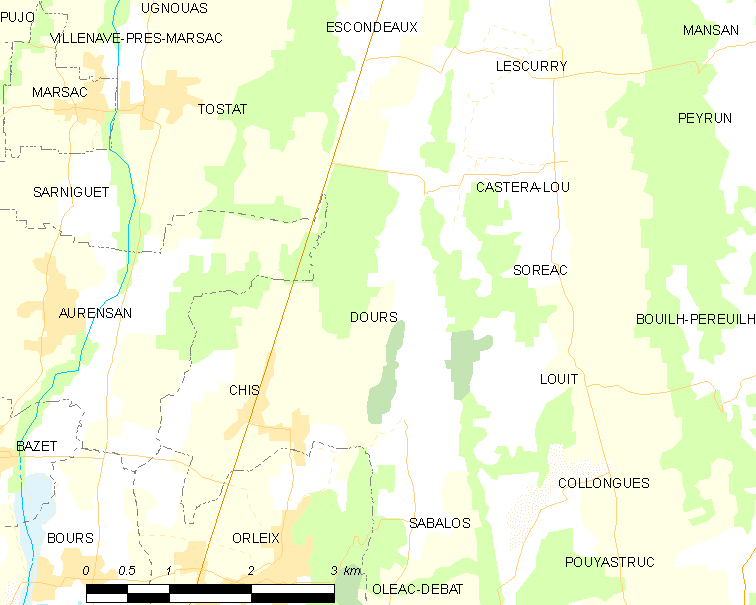
Карта коммуны

Коммуна расположена приблизительно в 650 км к югу от Парижа, в 115 км западнее Тулузы, в 10 км к северо-востоку от Тарба.
По территории коммуны протекает река Оль и проходит канал Аларик.

## Климат
Климат умеренно-океанический с солнечной тёплой погодой и обильными осадками на протяжении практически всего года.

## Население
Население коммуны на 2010 год составляло 228 человек.
| 1962 | 1968 | 1975 | 1982 | 1990 | 1999 | 2010 |
| ---- | ---- | ---- | ---- | ---- | ---- | ---- |
| 170  | 173  | 141  | 143  | 141  | 183  | 228  |

## Администрация
| Период | Период | Фамилия          | Партия | Примечания |
| ------ | ------ | ---------------- | ------ | ---------- |
| ?      | 2001   | Анри Дюместр     |        |            |
| 2001   | 2020   | Ив-Франсуа Брюно |        |            |

## Экономика
В 2010 году среди 159 человек трудоспособного возраста (15-64 лет) 116 были экономически активными, 43 — неактивными (показатель активности — 73,0 %, в 1999 году было 66,4 %). Из 116 активных жителей работали 109 человек (58 мужчин и 51 женщина), безработных было 7 (1 мужчина и 6 женщин). Среди 43 неактивных 16 человек были учениками или студентами, 20 — пенсионерами, 7 были неактивными по другим причинам.

## Фотогалерея

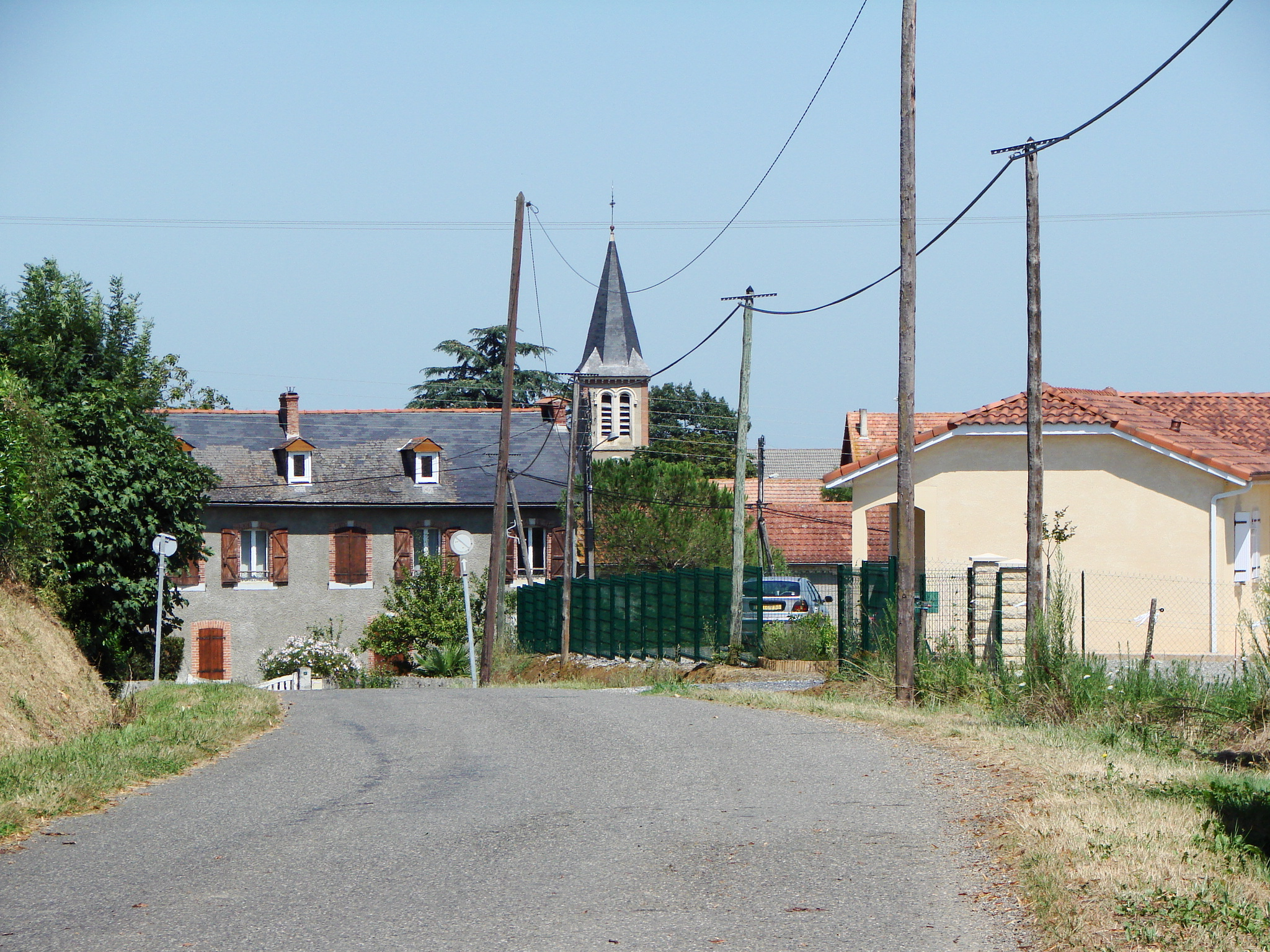
Улица города
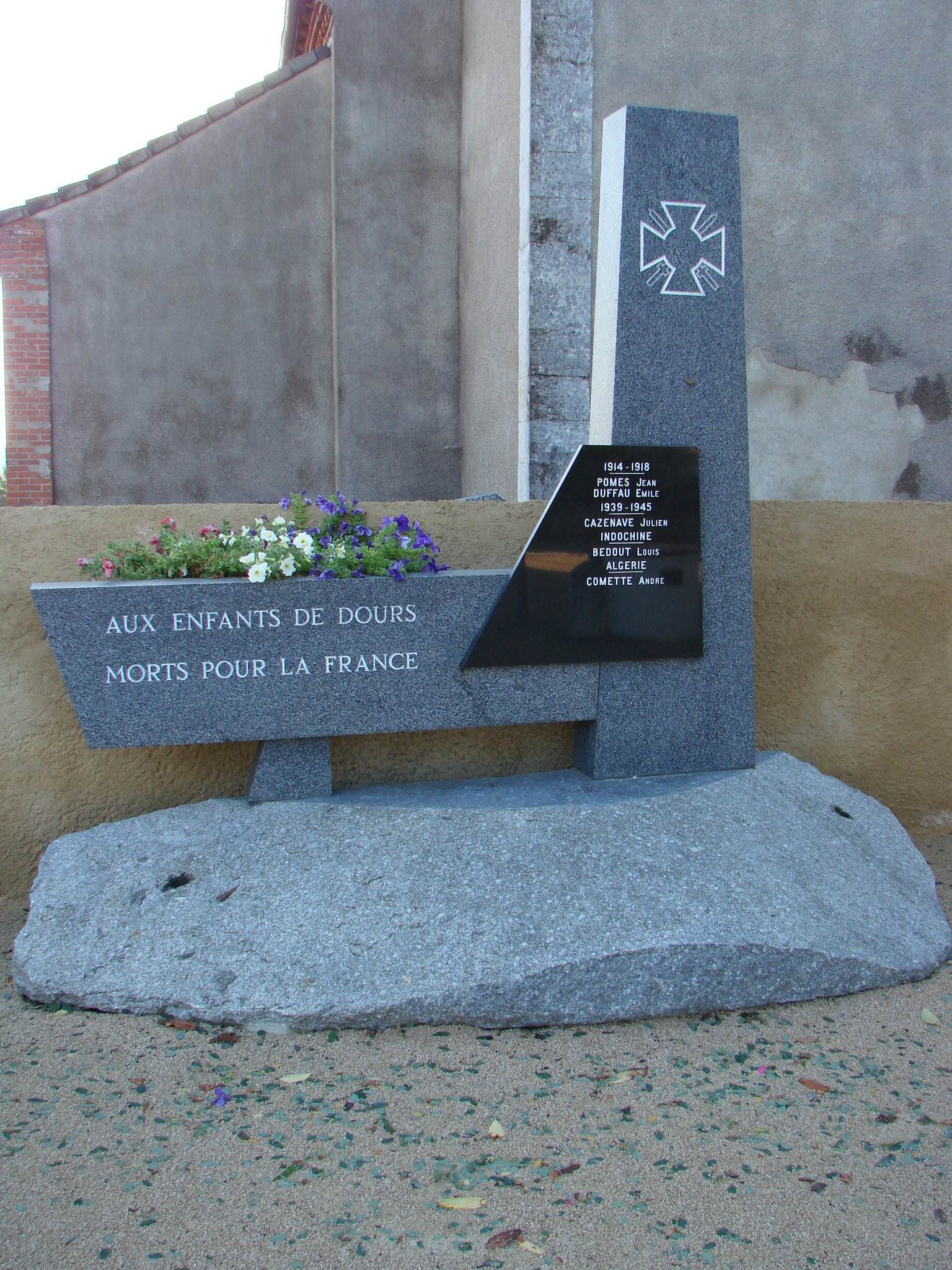
Военный мемориал
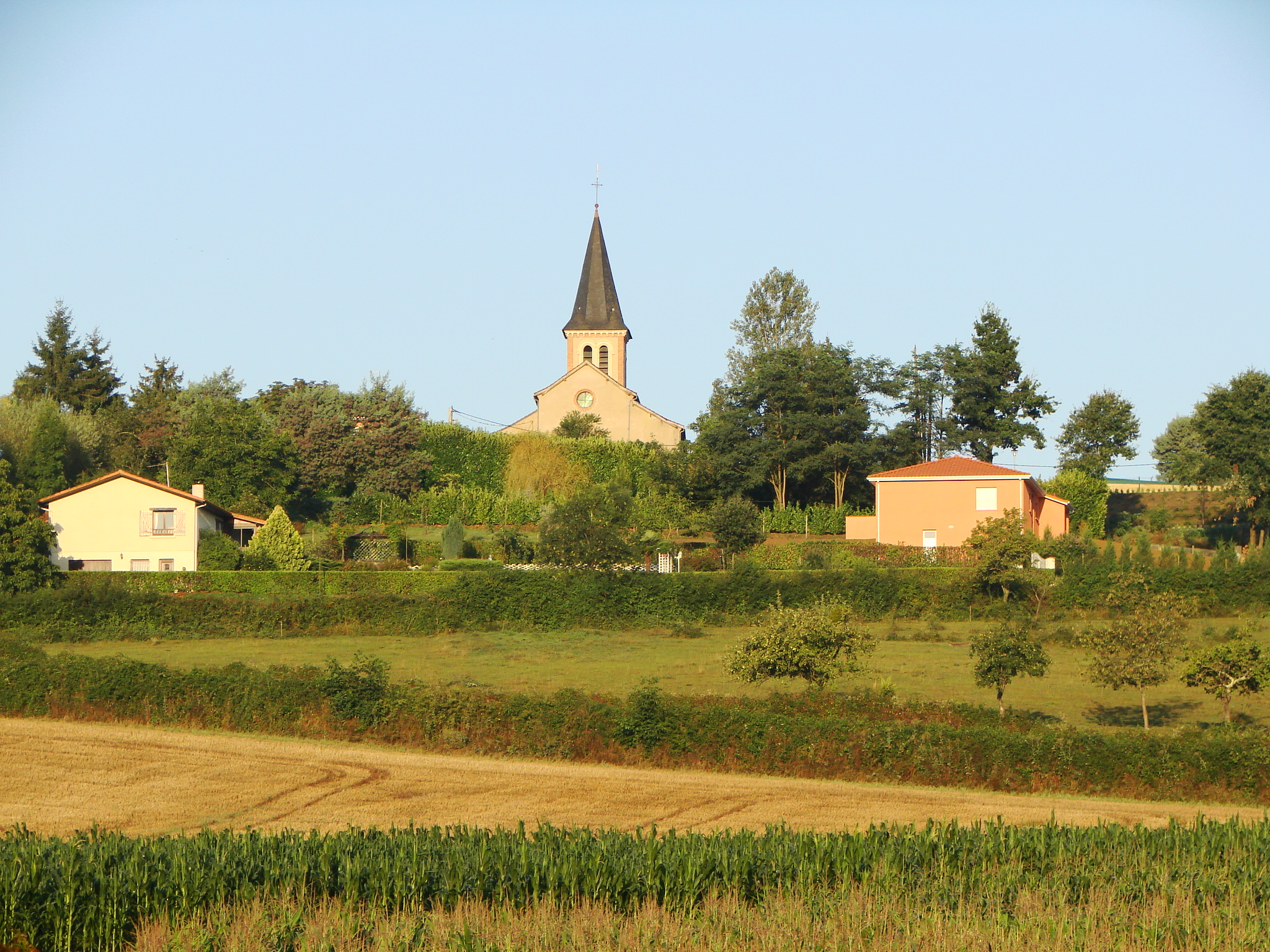
Вид на церковь
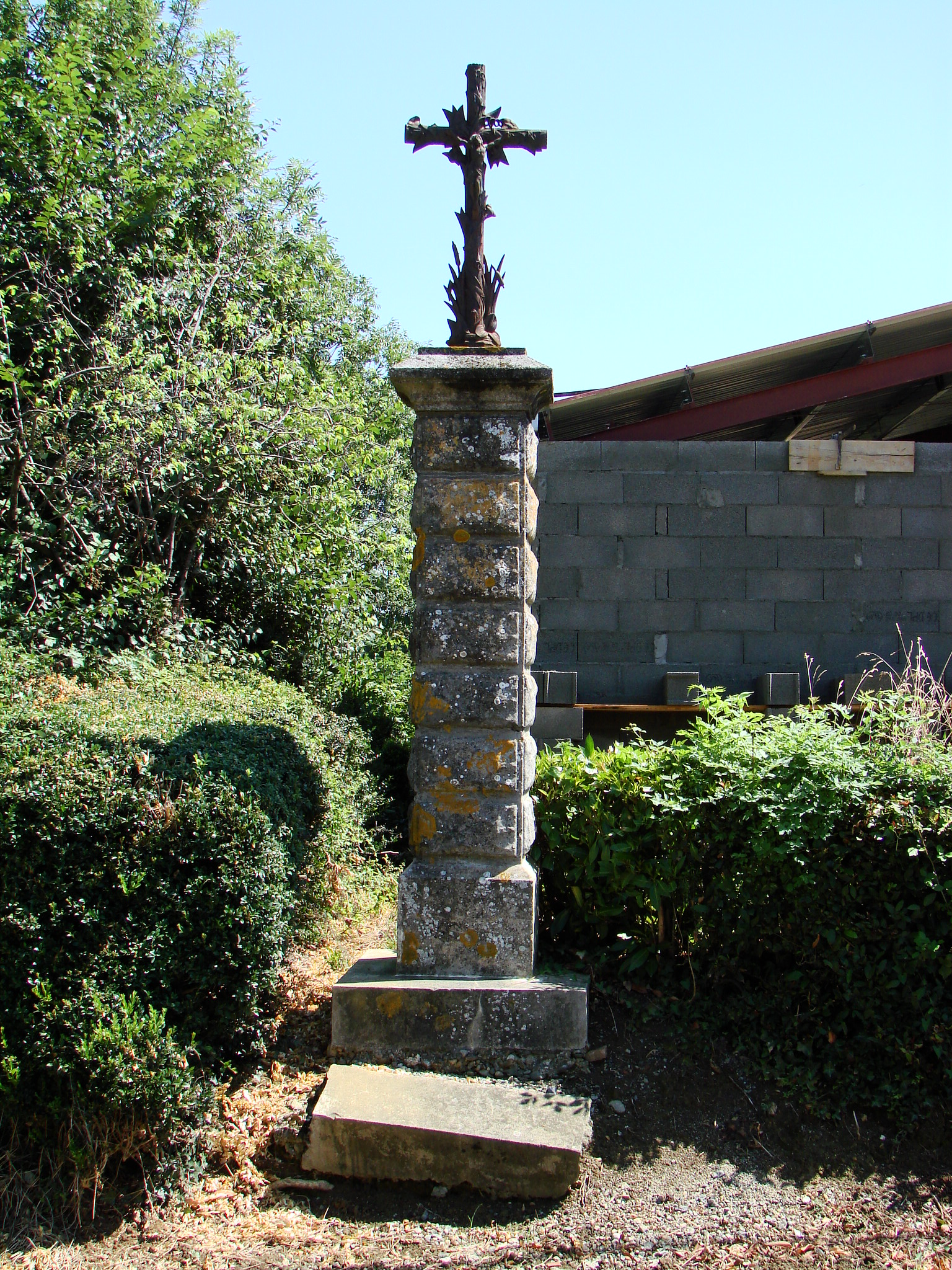
Крест
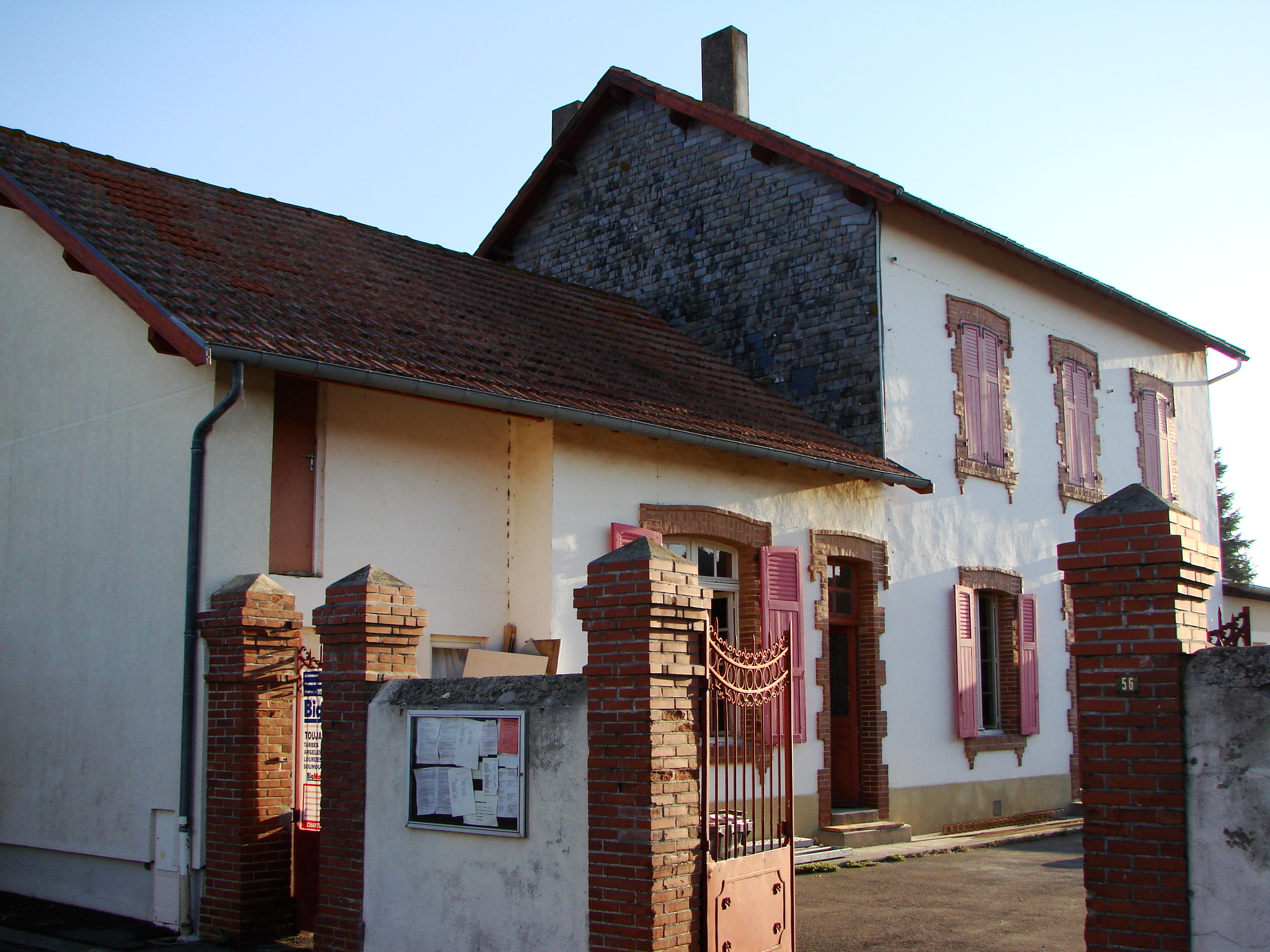
Школа